# 細川利昌
細川 利昌（ほそかわ としまさ）は、肥後新田藩の第2代藩主。

## 生涯
寛文12年（1672年）6月4日、初代藩主・細川利重の長男として生まれる。貞享4年（1687年）、父の死去により跡を継ぎ、元禄元年（1688年）12月に従五位下、采女正に叙任する。正徳5年（1715年）6月3日に死去した。享年44。跡を次男の利恭が継いだ。

## 系譜
父母
- 細川利重（父）
- 高正院 - 篠山氏、側室（母）

正室
- 吉姫、真性院 - 細川綱利の娘

側室
- 晴雲院 ー 林氏
- 戸川氏
- 坂本氏

子女
- 細川利方（長男） 生母は晴雲院
- 細川利恭（次男） 生母は晴雲院
- 細川利英（三男） 生母は晴雲院
- 細川利乙（四男） 生母は晴雲院
- 津田正明（五男） 生母は戸川氏
- 小笠原長員（六男） 生母は戸川氏
- 木村豊幸（七男）
- 織田長亮正室
- 長岡豊之室、生母は坂本氏（側室）